# Акжол (Актогайський район)
Акжо́л (каз. Ақжол) — село у складі Актогайського району Павлодарської області Казахстану. Адміністративний центр Акжольського сільського округу.
Населення — 504 особи (2021; 652 у 2009, 699 у 1999, 1010 у 1989).
Національний склад станом на 1989 рік:
- росіяни — 29 %;
- казахи — 27 %.